# قیس بن مسهر
قِیس بن مُسَهَّر صیداوی اَسدی، نامه‌رسان بین حسین بن علی، کوفیان و مسلم بن عقیل که در قادسیه به دست نیروهای عبیدالله بن زیاد گرفتار شد و چند روز پیش از واقعه عاشورا کشته شد. نام وی در زیارت ناحیه مقدسه آمده‌است.

## اصل و نسب
نام کامل وی «قیس بن مسهر بن خلید بن جندب بن منقذ بن جسر بن نکرة بن صیداء» است. قبیله قیس به بنی صیدا معروف بودند، بنی صیداء طایفه‌ای از بنی اسد به‌شمار می‌آمد، بدین جهت در بعضی از منابع، وی جزء شهدای بنی اسد به‌شمار آمده‌است. از آنجا که نام یکی از اجداد او نکره است وی را قیس بن مسهر نکری نیز گفته‌اند.
در بعضی از گزارش‌ها وی را مردی شریف، شجاع و مخلص خاندان محمد بن عبدالله معرفی کرده‌اند. کمیت اسدی در شعری وی را شیخ بنی صیداء دانسته‌است.

## نامه‌رسانی
اصلی‌ترین نقش قیس در جریان حادثه کربلا را می‌توان نامه‌رسانی وی عنوان کرد. نامه‌هایی که قیس در این جریان رد و بدل کرده عبارتنداز:
- رساندن نامه کوفیان به حسین بن علی در مکه[۶]
- رساندن نامه مسلم از بین راه به حسین بن علی
- برگرداندن جواب حسین بن علی به مسلم ابن عقیل
- همراهی با مسلم در سفر و رساندن نامه مسلم به حسین بن علی در جریان بیعت کوفیان[۷]
- همراهی با حسین بن علی و رساندن نامه حسین بن علی از حجاز به کوفیان.[۷]

### نامه کوفیان به حسین بن علی
تعدادی از نامه‌های اهالی کوفه در روز دهم ماه رمضان توسط عبدالله بن سبع همدانی و عبدالله بن وال تیمی به حسین بن علی رسید، دو روز بعد، قیس بن مسهر و عبدالرحمن بن عبدالله ارحبی و عمارة بن عبید سلولی ۱۵۰ نامهٔ دیگر از سوی کوفیان به امام رساندند.
از اینجا مشخص می‌شود که قیس ساکن کوفه بوده و برای رساندن نامه کوفیان به امام عازم مکه شده‌است. وی از جمله کسانی بود که به حسین ابن علی چندین بار نامه نوشتند و از وی برای مبارزه به حکومت وقت طلب یاری کردند. او حتی برای رساندن نامه‌ها از کوفه به مکه رهسپار شد و حسین را به کوفه دعوت کرد. وی همچنین مسلم ابن عقیل را در جریان سفر به کوفه همراهی کرده‌است.

### رساندن نامه‌های مسلم
قیس پس از سه روز استراحت، روز پانزدهم ماه رمضان به دستور حسین بن علی و جهت همراهی با مسلم بن عقیل از مکه به سوی کوفه خارج شد.
آنان ابتدا به مدینه رفتند تا مسلم با آشنایان خود خداحافظی کند. در این سفر دو راه بلد نیز همراه آنان بودند، آن‌دو در بین راه به علت تشنگی شدید، از دنیا رفتند.
مسلم در میانه راه، مکانی به نام تنگه خبیب، نامه‌ای به حسین بن علی نوشت، این نامه را قیس به امام رساند، وی جواب نامه حسین بن علی را نیز به مسلم برگرداند.
قیس همراه مسلم به مسیر ادامه داد. افرادی چون عمارة بن عبید سلولی و عبد الرحمن عبد اللّه بن کدن ارحبی نیز همراه آنان بودند. از گزارش‌ها چنین به‌دست می‌آید که قیس در تمام مسیر مکه تا کوفه همراه مسلم بوده و با مسلم به خانه مختار وارد شد.
قیس از کوفه برای جمع‌آوری نیرو به قبیله خود یعنی بنی اسد رفت و آنان را از آمدن مسلم به کوفه با خبر کرد. حبیب بن مظاهر که از این قبیله بود برای ملاقات با مسلم به خانه مختار آمد.
پس از بیعت کوفیان با مسلم، وی نامه‌ای به حسین بن علی نوشت و بیعت کوفیان را به اطلاع ایشان رساند، این نامه را عابس بن ابی شبیب شاکری و قیس بن مسهر صیداوی به امام رساندند. در بعضی از منابع نام شوذب بن عبدالله همدانی نیز دیده می‌شود.

## سرانجام
حسین بن علی،قیس را از وادی حاجز روانه کوفه کرد، وی در این سفر، جواب حسین بن علی به نامه مسلم را به همراه داشت. البته بعضی از گزارش‌ها گویای آن است که این نامه از کربلا به کوفه فرستاده شد. ولی به هرحال پیش از کشته شدن مسلم این نامه ارسال شده‌است.
هنگامی‌که قیس به قادسیه رسید، حصین بن نمیر او را دستگیر نمود. حُصِین، قیس را پیش عبیدالله بن زیاد فرستاد تا ابن زیاد دربارهٔ او تصمیم‌گیری کند. وی قبل از دستگیری نامه‌ای که به همراه داشت را پاره کرد تا به دست دشمن نیفتد.
پس از آن‌که قیس را نزد ابن زیاد به دارالاماره بردند مناظره‌ای بین آن‌دو صورت گرفت.
ابن زیاد گفت: تو کیستی؟
گفت: مردی‌ام از شیعیان علی (ع) و پسرش
گفت: چرا نامه را پاره کردی؟
گفت: برای آنکه تو ندانی در آنچه نوشته‌است.
گفت: از جانب که بود و سوی که نوشته؟
گفت: از جانب حسین بن علی به گروهی از مردم کوفه که نام ایشان را نمی‌دانم.
ابن زیاد خشمگین شد و گفت: به خدا از من جدا نشوی تا نام آنان را به من بگویی یا بالای منبر روی و حسین بن علی و پدرش و برادرش را لعن کنی وگرنه تو را قطعه قطعه می‌کنم.
قیس گفت: نام آن گروه را نمی‌گویم اما لعن را می‌کنم.
به دستور ابن زیاد قیس به بالای منبر رفت تا علی ابن ابیطالب و دو فرزندش را لعن کند. وی وقتی بر فراز منبر رفت ابتدا خدا را سپاس گفته و ستایش کرد. سپس درود بر پیامبر فرستاد و علی و حسن و حسین را فراوان مدح نموده و بر آنان رحمت فرستاد. وی در ادامه عبید الله بن زیاد و پدرش و ستمکاران بنی امیه را از اول تا آخر لعن و نفرین کرد آنگاه گفت:
ای مردم، من فرستاده حسین به سوی شمایم و در فلان موضع از او جدا شدم، به سوی او بروید.
پس از افشاگری‌های قیس، ابن زیاد دستور داد او را از بالای بام قصر پایین انداخته و به قتل رساندند. سپس ابن زیاد دستور داد بدن وی را قطعه قطعه کردند.
در گزارش شیخ مفید آمده:
او را دست بسته به زمین افکندند استخوان‌هایش شکست و هنوز رمقی مانده بود که مردی به نام عبد الملک بن عمیر لخمی، سر وی را برید. حاضران وی را نکوهش کردند که چرا چنین کردی؟ در جواب گفت: می‌خواستم راحتش کنم. البته در بعضی از منابع همین داستان برای عبدالله بن یقطر نیز ذکر شده‌است.
زمان دقیق مرگ قیس مشحص نیست، در بعضی از گزارش‌ها آمده خبر کشته شدن وی در عذیب هجانات به حسین بن علی رسید، بدین ترتیب قبل از رسیدن امام به کربلا کشته‌شده‌است. اما طبق گزارشی که وی نامه حسین بن علی را از کربلا به سوی کوفه می‌برده، وی در فاصله دوم محرم تا عاشورا کشته شده‌است.
به هر حال آنچه قطعی است، قیس بعد از کشته شدن مسلم عازم کوفه شد، لذا مرگ وی بعد از روز عرفه می‌باشد.
هنگامی‌که خبر مرگ قیس توسط طرماح بن عدی به حسین بن علی رسید اشک در چشمانش جاری شد و گفت:
... فَمِنْهُم مَّن قَضَیٰ نَحْبَهُ وَمِنْهُم مَّن یَنتَظِرُ ۖ وَمَا بَدَّلُوا تَبْدِیلًا ﴿۲۳﴾ (ترجمه: … برخی از آنان به شهادت رسیدند و برخی از آن‌ها در [همین] انتظارند و [هرگز عقیده خود را] تبدیل نکردند.)[الأحزاب–۲۳]
بار خدایا، برای ما و آن‌ها بهشت مقرّر فرما و میان ما و آن‌ها در قرارگاه رحمتت و ذخیره‌گاه نهان ثوابت فراهم آور.
در بعضی منابع آمده مجمع بن عبدالله عائدی این خبر را به حسین بن علی رساند.

## قیس در زیارت ناحیه مقدسه
در فرازهایی از زیارت ناحیه مقدسه به یکایک شهدای کربلا سلام داده می‌شود، در این قسمت نام قیس هم آمده و گفته شده:

السلام علی قیس بن مسهر الصیداوی

## بررسی تفاوت‌ها
در بسیاری از منابع کشته شدن عبدالله بن یقطر و قیس بن مسهر شبیه به هم گزارش شده به گونه‌ای که یک داستان برای هر دوی آنان مو به مو نقل شده‌است. با دقت در منابع به دست می‌آید که فرق‌هایی بین جریان نامه‌رسانی این دو وجود دارد:
امام ابتدا عبدالله بن یقطر را با نامه‌ای به کوفه فرستاد و وی از مسیری عازم کوفه شد. دوباره نامه‌ای به قیس بن مسهر داد اما وی را از مسیر دیگری به کوفه فرستاد. ولی هر دو گرفتار نیروهای ابن زیاد شده و به قتل رسیدند. البته نحوه کشته شدن آنان شبیه به هم بوده‌است.
- عبدالله بن یقطر را از منطقه‌ای به نام حاجز اعزام نمود و در منطقه‌ای به نام زباله خبر کشته شدنش را شنید.[۳۴]
- قیس بن مسهر را از مکانی به نام بیضه به کوفه فرستاد و در منطقه‌ای به نام عذیب خبر کشته شدن وی را به امام رساندند.[۳۵]